# Projekt prenosa vode jug-sever
Projekt prenosa vode jug-sever, preveden tudi kot Projekt preusmeritve vode jug-sever (poenostavljeno kitajsko: 南水北调 工程; tradicionalno kitajsko: 南水北調 工程; pinjin: Nánshuǐ Běidiào Gōngchéng; dob.: 'projekt preusmerjanja vode iz juga proti severu') je več desetletni infrastrukturni megaprojekt na Kitajskem. Na koncu želi preusmeriti 44,8 milijarde kubičnih metrov sladke vode letno   iz reke Jangce na jugu Kitajske do bolj sušnega in industrializiranega severa preko treh sistemov prekopov:
- Vzhodni potek skozi  Veliki prekop;
- Centralni potek od zgornjega toka reke Han (pritok reke Jangce) preko Velikega akvadukta do Pekinga in Tiandžina;
- Zahodni potek, ki vodi od treh pritokov reke Jangce blizu gore Bajankala do provinc, kot so Činghaj, Gansu, Šaanši, Šanši, Notranja Mongolija in  Ningšja.[3]

Mao Cetung je o ideji za mega inženirski projekt kot odgovor na kitajske vodne težave razpravljal že leta 1952. Po poročanju je dejal, »na jugu je veliko vode, na severu pa malo vode. Če je le mogoče; sposoditi si vodo bi bilo dobro«  Celoten projekt naj bi stal 62 milijard dolarjev - več kot dvakrat toliko kot jez treh sotesk. Do leta 2014 je bilo porabljenih več kot 79 milijard dolarjev, s čimer je postal eden najbolj ambicioznih in najdražjih inženirskih projektov v človeški zgodovini.

## Vzhodni potek
Projekt vzhodnega poteka (ERP) je sestavljen iz nadgradnje Velikega kanala in bo uporabljen za preusmeritev delčka celotnega toka reke Jangce v severno Kitajsko. Po navedbah kitajskih hidrologov je celoten tok Jangceja na mestu izliva v Vzhodno kitajsko morje v povprečju 956 km3 na leto; letni pretok niti v sušnih letih ne pade pod približno 600 km3 na leto. Kot bo projekt napredoval, tako se bo količina vode, ki se bo preusmerila na sever, povečala iz 8,9 km3 / leto na 10,6 km3 / leto na 14,8 km3 / leto.
Voda iz reke Jangce se bo črpala v kanal v Džiangduju (kitajsko 江都區; pinjin Jiāngdū Qū), kjer je bila v 1980-ih zgrajena ogromna črpalna postaja s hitrostjo 400 m3 / s (12,6 milijarde m3 / leto), če neprekinjeno obratuje). Vode bodo nato črpale postaje ob Velikem kanalu in skozi predor pod Rumeno reko ter po akvaduktu do rezervoarjev blizu Tiandžina. Gradnja na vzhodnem poteku se je uradno začela 27. decembra 2002, voda pa naj bi v Tiandžin prispela do leta 2012. Vendar je poleg zamud pri gradnji, onesnaževanje vode vplivalo na sposobnost preživetja poti. Sprva naj bi potek zagotavljal vodo za province Šandong, Džjangsu in Hebej, poskusne operacije pa naj bi se začele sredi leta 2013. Voda je v Šandong začela prihajati leta 2014 in predvidoma bo leta 2018 prenesena 1 milijarda kubičnih metrov. Od začetka leta 2013 še ni določen datum, kdaj bo voda dosegla Tiandžin. Pričakuje se, da bo ta prejel 1 milijardo m3 letno. Vzhodni potek naj ne bi oskrboval Pekinga, ki naj bi ga oskrboval centralni potek.
Dokončan potek bo dolg nekaj več kot 1152 km, opremljen s 23 črpališči z močjo 454 megavatov.
Pomemben element vzhodnega poteka bo prehod predora pod Rumeno reko, na meji okrožij Dongping in Dong'e v provinci Šandong. Prehod bo sestavljen iz dveh vodoravnih predorov s premerom 9,3 m, nameščenih 70 m pod strugo Rumene reke.
Zaradi topografije planote Jangce in Severnokitajske nižine bodo potrebna tudi črpališča za dvig vode od Jangceja do prehoda Rumene reke; dlje proti severu bo voda v akvaduktu tekla navzdol.

## Centralni potek
Centralni ali srednji potek je prekop od rezervoarja Dandžiangkou na reki Han, pritoku reke Jangce, do Pekinga. Ta projekt vključuje dvig višine jezu Dandžiangkou s povečanjem nadmorske višine jezu s 162 m na 176,6 m nad morsko gladino. Ta dodatek višini jezu je omogočil dvig nivoja vode v rezervoarju s 157 m na 170 m nad morsko gladino. In to je omogočilo, da se je tok v preusmerjevalni prekop za vodo začel s padcem, ki ga je gravitacija potegnila do spodnje višine prekopov.
Srednji potek, imenovan tudi Veliki akvadukt, je zgrajen po Velikem kitajskem nižavju in čezenj. Kanal je bil zgrajen tako, da je gravitacija sila, ki potiska tok vode vse od rezervoarja Dandžiangkou do Pekinga, brez potrebe po črpališčih. Največji inženirski izziv poti je bila gradnja dveh predorov pod Rumeno reko, ki naj bi prenašala tok prekopa. Gradnja srednje poti se je začela leta 2004. Leta 2008 je bil dokončan 307 km dolg severni odsek centralnega poteka s stroški 2 milijardi ameriških dolarjev. Voda v tem delu kanala ne prihaja iz reke Han, temveč iz rezervoarjev v provinci Hebej, južno od Pekinga. Kmetje in industrija v Hebeiju so morali zmanjšati porabo vode, da so omogočili prenos vode v Peking.
V Google Zemljevidih lahko vidimo zajem kanala v rezervoarju Danjdžangkou (32°40′26″N 111°42′32″E / 32.67389°N 111.70889°E), njegovo prečkanje reke Baihe severno od Nanjanga v Henanu (33°6′41″N 112°37′30″E / 33.11139°N 112.62500°E), reka Šahe v okrožju Lušan, Henan (33°42′49″N 112°56′40″E / 33.71361°N 112.94444°E), reka Jing v Judžou, Henan (34°11′05″N 113°26′18″E / 34.18472°N 113.43833°E) in Rumena reka gorvodno od Džengdžhou (34°52′55″N 113°13′14″E / 34.88194°N 113.22056°E). Prekop sčasoma doseže jugozahodno predmestje Pekinga v dolini reke Džuma v mestu Džuodžou v Hebeiju (39°30′26.3″N 115°47′30.2″E / 39.507306°N 115.791722°E).
Celoten projekt naj bi bil končan okoli leta 2010. Končni zaključek je bil leta 2014, da se omogoči gradnja več varstva okolja vzdolž poti. Eden od problemov je bil vpliv projekta na reko Han pod jezom Dandžiangkou, od koder se preusmeri približno tretjina vode. Dolgoročna rešitev, ki jo preučujejo, je izgradnja novega prekopa za preusmeritev vode z jezu Treh rek v rezervoar Danjdžangkou. 12. decembra 2014, se je odprl srednji del kitajskega projekta Jug- sever, doslej največjega projekta prenosa vode na svetu.
Drugi velik izziv je bila preselitev približno 330.000 oseb, ki so živele v bližini zadrževalnika Dandžiangkou (na prejšnji, nižji nadmorski višini) in ob poti preko kanala. 18. oktobra 2009 so kitajski uradniki začeli preseljevati prebivalce z območij provinc Hubej in Henan, ki jih je prizadel  zadrževalnik. Dokončan prekop je dolg približno 1264 km in je sprva letno zagotavljal 9,5 km3 vode. Do leta 2030 naj bi se pretoki vode povečali na 12 do 13 km3 letno [7], čeprav bo v sušnih letih letna prenesena količina manjša (vsaj 6,2 km3, s 95-odstotno garancijsko stopnjo).
Industrijam je prepovedana gradnja v porečju rezervoarja, da bi ohranili pitnost vode.

## Zahodni potek
Zahodni potek, imenovan Velika zahodna linija, je v fazi načrtovanja. Njegov cilj je preusmeriti vodo iz izvirov reke Jangce (reke Tongtian, Jalong in Dadu) v izvir Rumene reke. Za pretok vode skozi drenažni predel med temi rekami so za prečkanje Tibetanske planote in zahodne Junanske planote potrebni ogromni jezovi in dolgi predori. Ta pot naj bi prinesla 3,8 milijarde m3 vode iz treh pritokov reke Jangce, približno 450 km čez gore Bajankala do severozahodne Kitajske. Preusmerjevalna linija Tongtian bi bila dolga 289 km, Jalong 131 km, Dadu pa 30 km. Preučuje se izvedljivost te poti; ta projekt se v bližnji prihodnosti ne bo začel. Okoljevarstveniki so izrazili zaskrbljenost zaradi morebitnih poplav. Reke so v celoti znotraj Kitajske.
Poleg tega obstajajo dolgoletni načrti za letno preusmeritev približno 200 milijard kubičnih metrov vode iz zgornjih odsekov šestih rek na jugozahodu Kitajske, vključno z Mekongom (reka Lancang), Jarlung Dzangbo (Brahmaputra pozneje v smeri toka) in Salween (Reka Nu), do reke Jangce, Rumene reke in navsezadnje do suhih območij severne Kitajske skozi sistem rezervoarjev, predorov in naravnih rek. Projekt se je takrat zdel preveč velik in drag, da bi ga lahko izvedli. Zadevni reki sta čezmejni in vsaka preusmeritev bi prizadela Indijo in Bangladeš v južni Aziji ter Mjanmar, Laos, Tajsko, Kambodžo in Vietnam v Jugovzhodni Aziji.

## Financiranje
Leta 2008 so bili stroški gradnje vzhodnega in centralnega poteka ocenjeni na 254,6 milijarde juanov (37,44 milijarde USD). Vlada je takrat predvidela le 53,87 milijard juanov (7,9 milijarde USD), kar je manj kot četrtina celotnih stroškov. To je vključevalo 26 milijard centralne vlade in posebnih računov, 8 milijard lokalnih vlad in skoraj 20 milijard posojil. Od leta 2008 je bilo približno 30 milijard juanov porabljenih za gradnjo vzhodnega (5,66 milijarde juanov) in osrednjega poteka (24,82 milijarde juanov). Stroški projektov so se znatno povečali.

## Polemike
Projekt je zahteval preselitev vsaj 330.000 ljudi v osrednjo Kitajsko. Kritiki so opozorili, da bo vodna preusmeritev povzročila okoljsko škodo, nekateri vaščani pa so dejali, da so jih uradniki prisilili v podpis sporazumov o selitvi.
Poleti 2013 so od ribogojcev na jezeru Dongping na vzhodnem poteku projekta v kraju Šandong prispele pritožbe, da onesnažena voda reke Jangce, ki vstopa v jezero, ubija njihove ribe.
Vladni uslužbenci in zagovorniki projekta trdijo, da ima reka Jangce obilno oskrbo z 96 % vode, ki trenutno teče v Tihi ocean. Trdijo, da bi prenos enega dela na slabo namakana severna območja lahko rešil vprašanje pomanjkanja vode na severu